# Yogurt
Lo yogurt (anche yoghurt o iogurt; dal turco yoğurt) è un alimento ottenuto dalla fermentazione batterica del latte. I batteri utilizzati per produrlo sono noti come colture di yogurt. La fermentazione degli zuccheri del latte indotta da questi batteri produce acido lattico, che agisce sulle proteine conferendo allo yogurt la sua consistenza e il caratteristico sapore aspro. Il latte più comunemente usato è quello vaccino, ma si adopera anche il latte di bufala, giumenta, capra, pecora, cammella e yak; ogni tipo produce risultati sostanzialmente diversi. Il latte può essere omogeneizzato o meno, pastorizzato o crudo.

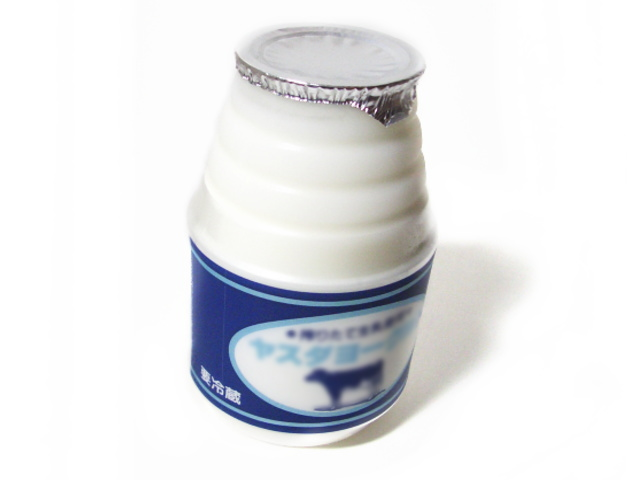
Yogurt giapponese

## Etimologia
La parola deriva dal termine turco yoğurt e viene fatta risalire al verbo yoğurmak che significa "impastare" o "addensare". Yoğurmak potrebbe essere legato a yoğun, che significa "spesso" o "denso". Il suono della lettera "ğ" era tradizionalmente reso come "gh" nelle traslitterazioni del turco intorno al 1615-1625.

## Storia

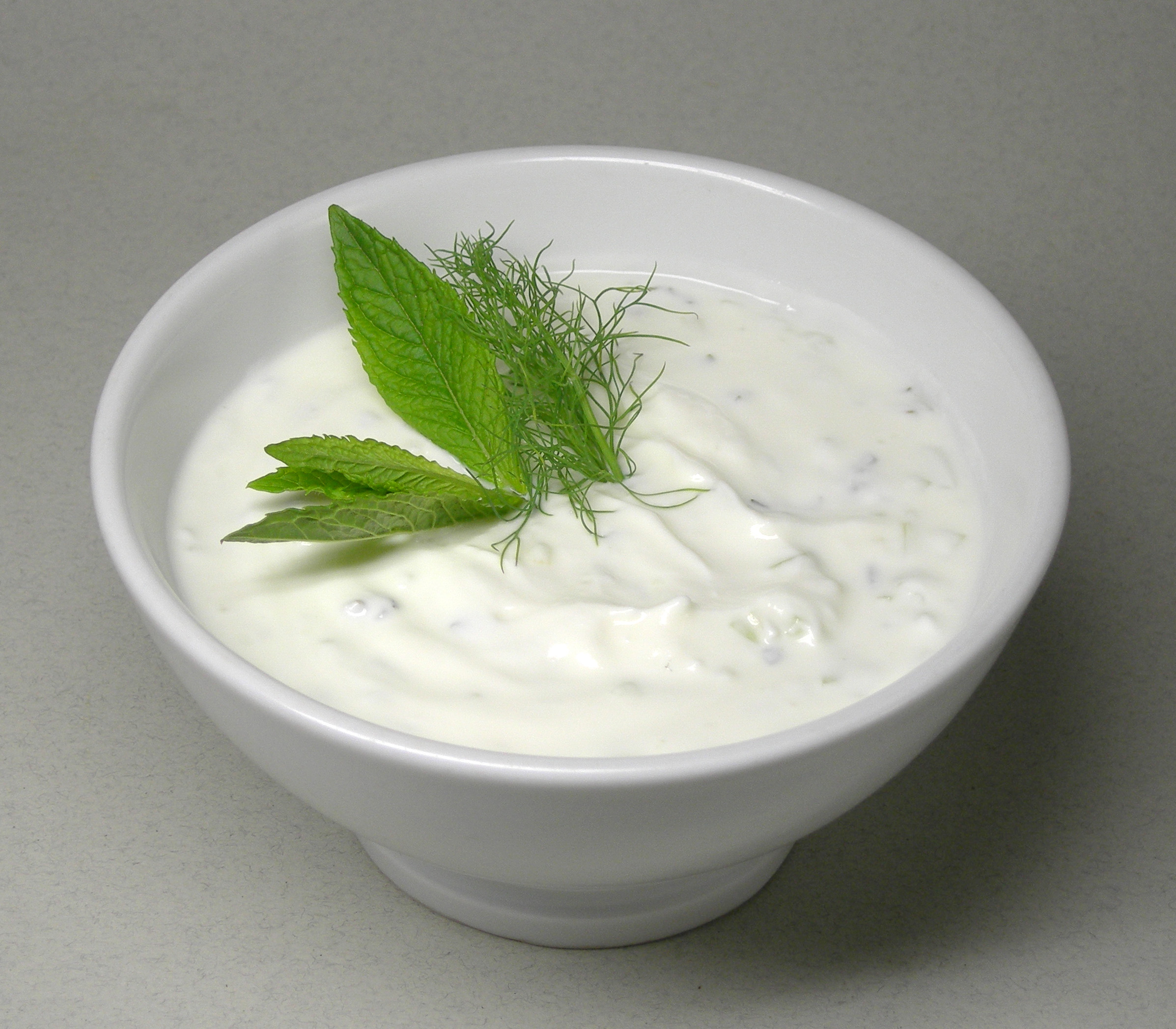
Cacık turco, fatto con una base di yogurt.

L'analisi del Lactobacillus delbrueckii subsp. bulgaricus indica che il batterio potrebbe aver avuto origine sulla superficie di una pianta. Il latte potrebbe essere stato involontariamente esposto ad esso attraverso il contatto con le piante, oppure i batteri potrebbero essere stati trasferiti dalla mammella degli animali domestici. Le origini dello yogurt sono sconosciute, ma probabilmente fu inventato dalle popolazioni neolitiche dell'Asia centrale e della Mesopotamia intorno al 5000 a.C., quando furono addomesticati i primi animali produttori di latte. È assai probabile che il modo di fermentare il latte fu scoperto per caso, in modo indipendente in molti luoghi diversi e in tempi diversi.
In seguito ai contatti culturali e alle migrazioni dei popoli che già lo usavano, lo yogurt si diffuse presto in tutto l'Occidente tra i fenici, i greci, gli egizi ed i romani. Al contempo la diffusione continuò in Oriente: se ne trova traccia nelle novelle de Le mille e una notte quindi era bevuto anche fra gli Arabi. Lo yogurt ebbe grande successo anche in India, dove costituisce uno dei principali alimenti.
Circondato dalla fama di panacea, di rimedio per l'insonnia e la tubercolosi e di ausilio per la rigenerazione del sangue, lo yogurt non era ancora stato analizzato dal punto di vista scientifico. Nel 1905 il dottore bulgaro Stamen Grigorov riuscì ad isolare un batterio che venne chiamato Lactobacillus bulgaricus, uno degli organismi responsabili della fermentazione del latte. Il'ja Mečnikov, microbiologo russo, incuriosito dalla longevità delle popolazioni bulgare e caucasiche, che facevano grande uso di yogurt, fu il primo a studiarlo in laboratorio. Credendo il lattobacillo essenziale per la buona salute, convinse l'imprenditore Isaac Carasso a sviluppare tecnologie industriali per la produzione dello yogurt. Nel 1919 quest'ultimo realizzò il primo stabilimento commerciale per la produzione di yogurt a Barcellona, chiamando la sua impresa Danone, nome che porta ancora oggi.

## Produzione
Lo yogurt si ottiene dal latte e una coltura di Lactobacillus delbrueckii subsp. bulgaricus e batteri Streptococcus thermophilus; talvolta vengono aggiunti altri lactobacilli e bifidobatteri, durante o dopo la coltura.
In genere viene prodotto in grandi impianti industriali con l'impiego di colture microbiche selezionate, ma è possibile farlo in casa, con o senza l'ausilio delle "yogurtiere" (piccoli elettrodomestici appositi). In casa si usa latte scaldato a una temperatura di 30–45 °C (86–113 °F), non troppo alta da uccidere i microrganismi vivi che trasformano il latte in yogurt; si inoculano poi alcuni batteri (coltura starter), solitamente Streptococcus thermophilus e Lactobacillus bulgaricus, ed infine si mantiene caldo per 4–12 ore.
Esistono anche yogurt dolci a cui vengono aggiunti zucchero o dolcificanti, frutta o altri ingredienti.

## Contenuto nutrizionale
Il contenuto nutrizionale dello yogurt varia in base al tipo di latte utilizzato e al suo contenuto in grassi, che può risultare ridotto se il latte ha subito la scrematura parziale o totale. I valori medi sotto riportati si riferiscono allo yogurt ottenuto da latte vaccino intero.
Valori per 100 grammi:
- proteine: 3,8 g
- grassi: 3,9 g
- carboidrati: 4,3 g
- minerali (soprattutto calcio)
- vitamine del complesso B
- acido pantotenico
- vitamina PP

Il derivato denominato yogurt colato o yogurt greco è un prodotto sottoposto a tre filtrazioni che riducono il siero del latte, il tenore di lattosio, glucidi e grassi a favore di un apporto molto più alto di proteine. Si presenta denso e cremoso, di colore bianco, di sapore marcatamente acido, che talora viene addolcito mediante l'aggiunta di frutta o miele.

## Fermenti lattici
Il primo ad osservare la presenza di microrganismi nel latte fermentato fu il microbiologo russo Il'ja Il'ič Mečnikov. Egli isolò il Lactobacillus bulgaricus e lo Streptococcus thermophilus, e riconobbe che questi lattobacilli erano i responsabili del processo di scissione del lattosio in galattosio e glucosio. Questi fermenti agiscono con un meccanismo protosimbiotico: lo streptococco lavora per primo, creando le condizioni affinché il lattobacillo compia l'opera della scissione del lattosio. Anche se i pareri sono piuttosto discordanti, a differenza di quanto propagandato dalla pubblicità, oggi si ritiene che questi due fermenti non svolgano alcun ruolo attivo all'interno dell'organismo umano: infatti muoiono appena entrano in contatto con i succhi gastrici, non sopportandone l'acidità.
Facendo frutto del positivo riscontro dell'utilizzo dei fermenti probiotici in campo medico, oggi alcuni produttori hanno iniziato ad aggiungerli al loro yogurt. I fermenti probiotici, a differenza del Lactobacillus bulgaricus e dello Streptococcus thermophilus, sopportano meglio l'acidità dei succhi gastrici, sopravvivono e si riproducono nel tratto gastrointestinale. Trattandosi di batteri generalmente già presenti nel corpo umano, essi riescono a riportare la flora batterica a una condizione di normalità, nel caso quest'ultima sia stata compromessa da cure con antibiotici, da stress o da alimentazione scorretta.
I fermenti probiotici esercitano un'azione positiva in molti processi della digestione, prevenendo infezioni intestinali e aggressioni da parte di funghi; rafforzano il sistema immunitario; producono i batteriocini, i cosiddetti "antibiotici naturali". I principali fermenti probiotici aggiunti nel processo di fermentazione sono Lactobacillus acidophilus, Lactobacillus casei, Lactobacillus lactis, Bifidobacterium bifidum. Il latte fermentato risultante dalla loro azione si discosta leggermente dallo yogurt, tradizionalmente ottenuto con il solo impiego di Lactobacillus bulgaricus e Streptococcus thermophilus, dando origine a un kefir.